# Charles-Joseph Mayer
Charles-Joseph Mayer (* 2. Januar 1751 in Toulon; † 1825) war ein französischer Autor und Literat.

## Leben und Werk
Der Chevalier de Mayer war zuerst Mitarbeiter des Mercure de France. 1775 stieß er zu dem Team um den Marquis de Paulmy, Louis-Élisabeth de la Vergne de Tressan und Pierre Jean-Baptiste Legrand d’Aussy, welches aus den Schätzen von Paulmys Privatbibliothek (später Bibliothèque de l’Arsenal) die Bibliothèque universelle des romans in 112 Bänden herausgab (Paris 1777–1789).
Dann war Mayer selbständiger Herausgeber einer 41-bändigen Sammlung von Feenmärchen und Erzählungen unter dem Titel Le Cabinet des fées, die in Paris erschien (fiktiv in Amsterdam). In Band 37 schrieb Mayer (neben einer Einführung zum Ursprung der Gattung, S. 1–38) ein literaturgeschichtlich interessantes biografisches Lexikon aller 101 Autoren (S. 39–362), einschließlich einer Selbstdarstellung.

## Werke (Auswahl)
- Le Comte de Falckenstein, ou voyages de l'Empereur Joseph II. en Italie, en Boheme et en France. Paris 1777.[1]
- (Hrsg.) Le Cabinet des fées, ou Collection choisie des contes de fées et autres contes merveilleux, 41 Bände, Amsterdam (=Paris) 1785–1789